# Леопардовый лазающий полоз
Леопардовый лазающий полоз (лат. Zamenis situla) — неядовитая змея из семейства ужеобразных. Распространена в Турции, на юге Италии, на Балканах, на островах Средиземного и Эгейского морей, в Крыму.

## Описание
Общая длина обычно до 1 м. Длина тела до 80 см, хвоста — 28—55 см.
Взрослая змея сверху сероватого или светло-коричневого цвета, вдоль спины проходит либо полоса охристого цвета, либо ряд коричневых пятен, в обоих случаях с чёрным краем. Брюшная сторона может быть как светлой, так и тёмной. На голове чёрный узор. Радужная оболочка глаз оранжевая.

## Биология
Питается мелкими позвоночными — ящерицами, птицами, землеройками, грызунами.
В кладке от 2 до 5 яиц.

## Охрана
Был внесён в Красную книгу СССР как исчезающий вид.
В Красной книге Украины — 1 категория.
В Международной Красной книге с 2006 года числится как «вызывающий наименьшие опасения» ввиду «широкого ареала и предположительно высокой численности, которая вряд ли убывает достаточно быстро для включения в иную категорию». 